# موضع الشق (بكتيريا)
في علم الوراثة، يوجد موضع الشق أو منطقة الشق (بالإنجليزية: nic site أو nick region)‏ في أصل النقل (أوري تي) (بالإنجليزية: oriT)‏، وهو نقطة بداية الاقتران البكتيري.

## الغرض
هو الحبل الوحيد للحمض النووي، ويسمى ب (تي ) الحبل. وهو يقطع بالموقع عن طريق انزينميا تسمى بالريلاكساز. ينقل هذا الحبل الوحيد لاخر الخلايا المستفيدة من عملية اقتران الباكتيريا. قبل عملية الاقتران التي قد تحصل. بينما ومن الضروري لمجموعة من البروتينات ان ترفع لموقع الاورايت. تسمى مجموعة البروتينات بالريلاكسوسم. ويعتقد بان بروتينات موقع الاورت كانت في طريقها لخلق مشاركات بين بروتينات الريلاكسوم ومعرفة الموقع.
يشمل شق الحبل الريلاكساز التي تقطع الفوسفوديستر بوند في معرفة الموقع.
المثير للاهتمام أن شق الحبل يترك مع مجموعة الهايدروكسلات في 3 نهايات والتي قد تسمح للحبل لتكوين دائرة البلاسمد بعد تحركها إلى مستقبل الخلية.